# Byron (Nueva York)
Byron es un pueblo ubicado en el condado de Genesee en el estado estadounidense de Nueva York. En el año 2000 tenía una población de 2,493 habitantes y una densidad poblacional de 29.9 personas por km².

## Geografía
Byron se encuentra ubicado en las coordenadas 43°4′50″N 78°3′55″O / 43.08056, -78.06528.

## Demografía
Según la Oficina del Censo en 2000 los ingresos medios por hogar en la localidad eran de $49,722, y los ingresos medios por familia eran $56,927. Los hombres tenían unos ingresos medios de $38,828 frente a los $24,877 para las mujeres. La renta per cápita para la localidad era de $19,825. Alrededor del 5.0% de la población estaban por debajo del umbral de pobreza.